# Wieland Wagner
Wieland Wagner (5 de janeiro de 1917 - 17 de outubro de 1966) foi um diretor de ópera alemão.

## Vida
Wieland foi um dos dois filhos do casal Siegfried e Winifred Wagner e neto de Richard Wagner.
Em 1941 ele casou-se com a dançarina e coreógrafa Gertrude Reissinger. Ele tiveram quatro crianças: Iris (1942), Wolf-Siegfried (1943), Nike (1945) e Daphne (1946). No fim da sua vida ele teve um affair com a cantora Anja Silja, uma das recrutadas para o Festival de Bayreuth.
Wieland Wagner morreu de câncer em outubro de 1966.

## Carreira
Wieland Wagner começou a carreira como diretor depois da Segunda Guerra Mundial, trabalhando em óperas de seu pai ou de seu avô. Seu design para o Festival de Bayreuth de 1937 para a produção de Parsifal foi conservador. 
Quando o Festival de Bayreuth foi reaberto depois da guerra em 1951, Wielang e seu irmão Wolfgang se tornaram os diretores no lugar de sua mãe, que, graças a sua amizade com Adolf Hitler, não pode permanecer no cargo. Com eles as produções foram extremamentes revolucionárias.
A produção mais conhecida e lembrada é da ópera de seu avô: Tannhäuser, que ele produziu, além do Festival, em Nápoles, Stuttgart, Cologne, e a ópera Fidelio de Beethoven, que foi produzia em Stuttgart, Londres, Paris e Bruxelas.
O grande amor de sua vida foi a soprano alemã Anja Silja, com quem teve uma relação no fim da vida.